# Elefantes de guerra romanos

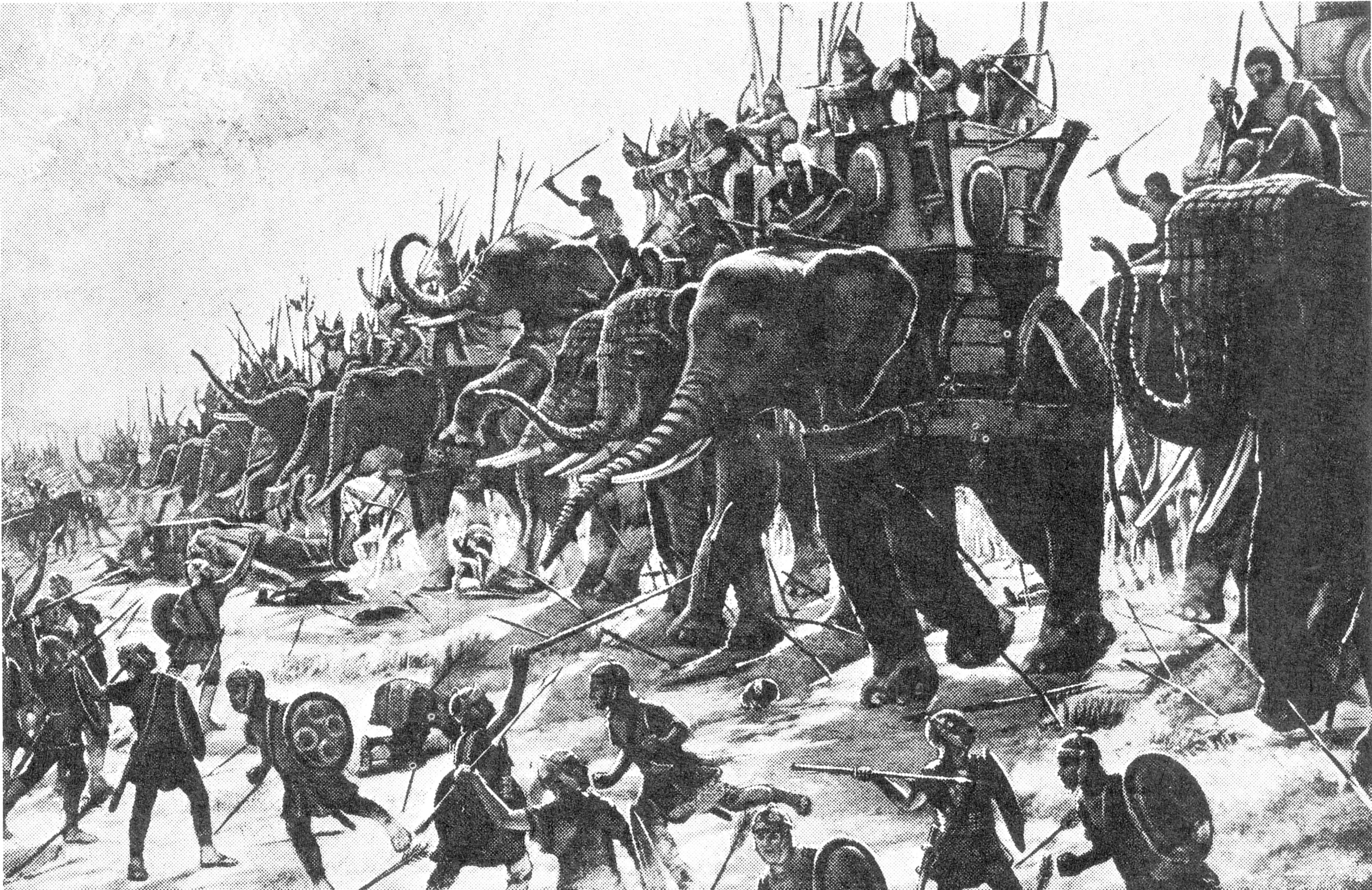
Representación de la batalla de Zama por Henri-Paul Motte, 1890.

Los elefantes de guerra fueron esporádicamente utilizados por las legiones de la República romana, sin embargo, su papel siempre fue secundario por la relevancia dada a una infantería pesada y disciplinada. 

## Historia

### Orígenes
El primer contacto de los romanos con estas bestias de batalla fue durante las guerras pírricas, específicamente la batalla de Heraclea, en 280 a. C., cuando las legiones se enfrentaron a los paquidermos del rey Pirro de Epiro, causaron tal impresión entre los legionarios que consiguieron la victoria para el monarca. Al año siguiente, en Ásculo, los romanos intentaron una contramedida para derrotar a los elefantes: ubicados fuera de la línea de batalla había 300 carros  apoyados por la infantería ligera. Los carros «tenían vigas verticales en las que estaban montados postes transversales móviles que podían girar tan rápido como el pensamiento en cualquier dirección que uno quisiera, y en los extremos de los postes había tridentes o puntas como espadas o guadañas todo de hierro; o también tenían grúas que arrojaban pesados garfios». Muchos también tenían palos que sobresalían por delante del carro y llevaban garfios envueltos en brea, con la idea de ser encendidos por la tripulación en cuanto se acercaran los paquidermos para amenazar sus troncos y caras. Cada vehículo llevaba, que tenía cuatro ruedas, llevaba arqueros, lanzadores de piedras, honderos y eran seguidos de cerca por más infantes ligeros. En la batalla, los carros detuvieron la carga de los elefantes golpeándolos con sus garfios y amenazando sus ojos con las antorchas. Sin embargo, los hombres que iban sobre los elefantes respondieron arrojándoles jabalinas y pronto se les unieron los infantes ligeros que les seguían. Rodearon a los vehículos, mataron a los bueyes y forzaron a los tripulantes a saltar de los carros para refugiarse entre su infantería, causando gran desorden. Finalmente, los romanos vencieron a los epirotas en Benevento, exhibiendo en un triunfo a las bestias capturadas.
Dos siglos después, el general Cneo Pompeyo Magno celebró, con permiso del dictador Lucio Cornelio Sila, un triunfo por su victoria sobre el númida Hiarbas durante una guerra civil. En aquel desfile, el carro del general iba tirado por 4 de los muchos elefantes africanos capturados, pero la puerta de Roma era muy estrecha, por los que tuvieron que cambiarlos por caballos para entrar.

### Adopción

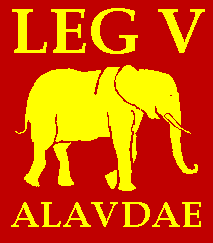
Reconstrucción del signum de la Legio V Alaudae. Sus legionarios lucharon con tal valor contra los elefantes en la batalla de Tapso, que César les concedió como estandarte a aquel animal.

Gracias a sus buenas relaciones con el Imperio maurya, los seléucidas tenían un suministro constante de elefantes indios (Elephas maximus), lo suficiente como para habilitar un centro de cría de paquidermos en lo que actualmente es Siria. Debido a esto, introdujeron su uso militar en el mar Mediterráneo, primero entre los ptolemaicos quienes utilizaron bestias capturadas a los seléucidas, y después en la República de Cartago, que llegó a contratar entrenadores y jinetes indios para sus unidades, gracias a que los seléucidas permitían su paso para contrarrestar a los romanos, aunque ellos preferían utilizar elefantes de bosque (Loxodonta cyclotis) más pequeños, que capturaban en los Atlas. Los númidas copiaron a los púnicos y fueron ellos quienes suministraron de paquidermos a los romanos en calidad de aliados. Durante la segunda guerra macedónica, los romanos utilizaron elefantes por primera vez. A las órdenes del cónsul Publio Sulpicio Galba Máximo utilizaron paquidermos durante la invasión de Macedonia en el 200 a. C.; algunos habían sido capturados en la guerra contra los púnicos. Dos años después, Masinisa envió un refuerzo de 10 elefantes y algunos jinetes que acabaron participando en la victoria de Tito Quincio Flaminino en Cinoscéfalas. Años después, el cónsul Manio Acilio Glabrión desembarcó en Apolonia de Iliria y combatió en las Termópilas con unos pocos elefantes que historiadores modernos estiman en 15.
En Magnesia, el cónsul Lucio Cornelio Escipión dispuso de 16 bestias norteafricanas, pero su contraparte seléucida disponía de animales asiáticos. Los elefantes asiáticos son temidos por los africanos por ser más grandes, así que Escipión los consideró inútiles y quedaron en reserva. Posteriormente, en 168 a. C. durante su campaña contra los macedonios, el procónsul Lucio Emilio Paulo contó con 22 animales aportados nuevamente por sus aliados númidas.
En 153 a. C., el cónsul Quinto Fulvio Nobilior utilizó 10 paquidermos que le envió Masinisa contra los arévacos, los cuales asustaron tanto a sus enemigos que se retiraron a su fortaleza. Once años después, el cónsul Quinto Fabio Máximo Serviliano fue enviado a enfrentar al lusitano Viriato, contando con 10 elefantes enviados por el mismo rey númida. Los descendientes de Masinisa siguieron apoyando con paquidermos a los romanos. En 134 a. C., el rey númida Micipsa envió a su sobrino Jugurta con 12 bestias a ayudar en el sitio de Numancia. Muchos años después, en 108 a. C., el ya rey Jugurta se enfrentó a sus antiguos aliados en Mutul y de sus elefantes, 40 murieron y 4 fueron capturados. Décadas después, en el 49 a. C., otro rey númida, Juba I, venció al general cesariano Gayo Escribonio Curión en Bagradas utilizando a 60 animales.
El último uso militar de elefantes en Occidente se dio en la batalla de Tapso, en el 46 a. C.. Para acabar con Cayo Julio César, Juba I y su aliado, el pompeyano Quinto Cecilio Metelo Escipión, habían reunido un poderoso ejército, aportando 60 y 30 elefantes respectivamente; aunque otras fuentes elevan el total a 120. Suetonio, para indicar como César animaba a sus tropas no minimizando sino que exagerando el número de enemigos, menciona que cuando sus legionarios estaban muy nerviosos por la enorme hueste de Juba I les dijo: «Debo informarles que en muy pocos días el rey [Juba I] estará aquí con diez legiones, treinta mil caballos, cien mil infantes ligeros y trescientos elefantes».
Polieno menciona que, años antes, en sus expediciones a Gran Bretaña, César llevó un gran paquidermo con su ejército, el que protegido con armadura de hierro y con arqueros y honderos en su torre, consiguió espantar a los infantes, jinetes y carros de guerra britanos que intentaban impedir el cruce de un río a las legiones. Un siglo más tarde, el emperador Claudio llevó elefantes en su conquista de la isla. Al menos un esqueleto de paquidermo con armas de pedernal que se ha encontrado en Inglaterra se identificó inicialmente como estos elefantes, pero la datación posterior demostró que se trataba de un esqueleto de mamut de la Edad de Piedra.

### Abandono
Aunque los romanos empezaron a utilizarlos ocasionalmente en sus campañas después de las guerras púnicas, su empleo militar cesó definitivamente después de la caída de los púnicos y helenísticos. Roma ya no tenía rivales que desplegaran elefantes en sus campañas, por lo que se hizo innecesaria la adopción masiva de un elemento militar extranjero que les causaba incomodidad. Además, la cuenca del Mediterráneo, donde las legiones realizaban la mayoría de sus campañas, no era el lugar más idóneo para criar a estos animales y ninguno de sus enemigos europeos los tenía. Sin embargo, siguieron empleándolos para juegos de gladiadores hasta el Imperio, haciéndolos realizar acrobacias y/o matándolos con jabalinas en las arenas de los Circos. Esto exigía capturarlos en territorios que antes fueron púnicos, simbolizando para la historiadora estadounidense Jo-Ann Shelton la victoria sobre sus enemigos, «la imposición de la justicia romana sobre un mundo bárbaro». Tristemente, la necesidad permanente de suministrar animales durante los cuatrocientos años que funcionaron los más de setenta circos del Imperio llevaron a una sobreexplotación que causó la extinción de los paquidermos en África del Norte y Asia Occidental.

### Clásicas
De las obras antiguas, los libros son citados con números romanos y capítulos y/o párrafos con indios.
- Anónimo. De bello Africo (DBA). Digitalizado por UChicago. Basada en traducción latín-inglés por A. G. Way, Loeb Classical Librery, 1955. En latín en The Latin Library.
- Apiano. Guerras hispanas (volumen 6 de la obra Historia Romana). Digitalizado por Livius. Basado en traducción latín-inglés por Horace White, Loeb Classical Library, 1913. Notas de Jona Lendering, 2005.
- Apiano. Guerras sirias (volumen 11 de la obra Historia Romana). Digitalizado por Livius. Basado en traducción latín-inglés por Horace White, notas de Jona Lendering, Loeb Classical Library, 1913. Notas de Jona Lendering, 2005.
- Apiano. Las guerras civiles. Libro II (volumen 14 de la obra Historia Romana). Digitalizado por UChicago. Basada en traducción de latín-inglés por Horace White, Loeb Classical Librery, 1913.
- Cayo Julio César. De bello civili (DBC). Traducción latín-inglés por Arthur George Peskett, 1914, Loeb Classical Library. Digitalizado el libro II en UChicago. Versión en latín en Perseus. Basada en Renatus du Pontet, 1901, Oxford: Oxford University Press. En español en Imperium.
- Dion Casio. Historia romana. Libro LX. Digitalizado por UChicago. Basado en traducción griego-inglés por Earnest Cary, Harvard University Press, Loeb Classical Library, volumen 7, 1924.
- Dionisio de Halicarnaso. Antigüedades romanas. Libro XX. Digitalizado por UChicago. Basada en traducción griego-inglés por Earnest Cary, Harvard University Press, Loeb Classical Library, volumen 7, 1950.
- Plutarco. Vida de Pompeyo, parte de Vidas paralelas. Versión digitalizada en UChicago, basada en traducción griego-inglés por Bernadotte Perrin, volumen 5, edición Loeb Classical Library, 1917. Versión española en Imperium.
- Polieno. Estratagemas. Libro VIII. Digitalizado en web Attalus. Basado en la traducción del griego antiguo-inglés por Richard Shepherd, 1793, Londres, editado por George Nicol.
- Salustio. Guerra de Jugurta. Digitalizado por Perseus. Basado en traducción latín-inglés por John Selby Watson, Londres: Harper & Brothers, 1899.
- Suetonio. El divino Julio César. Parte de Vidas de los doce césares. Digitalizado por UChicago. Basado en traducción latín-inglés por J. C. Rolfe, Loeb Classical Library, 1913. Véase también versión digitalizada por Perseus. Basado en edición y traducción latín-inglés por J. Eugene Reed & Alexander Thomson, Filadelfia: Gebbie & Co., 1889.
- Tito Livio. Historia de Roma. Libros XXXI, XXXII y XXXIII. Digitalizados por McAdams, basado en traducción latín-inglés por Canon Roberts, 1905, Londres: J. M. Dent & Sons. Editado por Ernest Rhys. Para ver digitalización latina de Perseus. Basado en edición de W. Weissenborn & H. J. Müller, Leipzig: Teubner, 1911. Para el libro XXXVII, digitalizado por Perseus. Basado en traducción latín-inglés por William A. McDevitte, Londres: Henry G. Bohn. John Child and son, volumen 4, 1850. Para el libro XLII, digitalizado por Perseus. Basado en traducción latín-inglés por Evan T. Sage & Alfred C. Schlesinge, Cambridge: Harvard University Press, 1938.

### Moderna
- Bar-Kochva, Bezalel (1976). The Seleucid Army: Organization and Tactics in the Great Campaigns (en inglés). Cambridge: Cambridge University Press. ISBN 9780521206679.
- Horsted, William (2012). The Numidians 300 BC–AD 300 (en inglés). Londres: Bloomsbury Publishing. Ilustrado por Adam Hook. ISBN 9781472842176.
- Lach, Donald F. (2010). Asia in the Making of Europe: A Century of Wonder: The Visual Arts (en inglés) I. Chicago: University of Chicago Press. ISBN 9780226467108.
- Lister, Adrian; Paul G. Bahn (2007). Mammoths: Giants of the Ice Age (en inglés). Santa Bárbara: University of California Press. Colaboración de Jean M. Auel. ISBN 9780520253193.
- Roy, Kaushik (2021). «Military divergence again. Rome, Carthage, Parthia, India and the Far East». A Global History of Pre-Modern Warfare: Before the Rise of the West, 10,000 BCE–1500 CE (en inglés). Abingdon: Routledge. Cass Military Studies. ISBN 9781000432121.
- Sukumar, Raman (2003). The Living Elephants: Evolutionary Ecology, Behaviour, and Conservation (en inglés). Nueva York: Oxford University Press. ISBN 9780195107784.

- Datos: Q28455929